# Eurycryptus fondamentalis
Eurycryptus fondamentalis är en stekelart som först beskrevs av André Seyrig 1952.  Eurycryptus fondamentalis ingår i släktet Eurycryptus och familjen brokparasitsteklar. Inga underarter finns listade i Catalogue of Life.